# Guido Milán
Guido Milán (Haedo, 22 de janeiro de 1998) é um futebolista profissional argentino que atua como defensor

## Carreira
Guido Milán começou a carreira no Metz.